# Hendrien

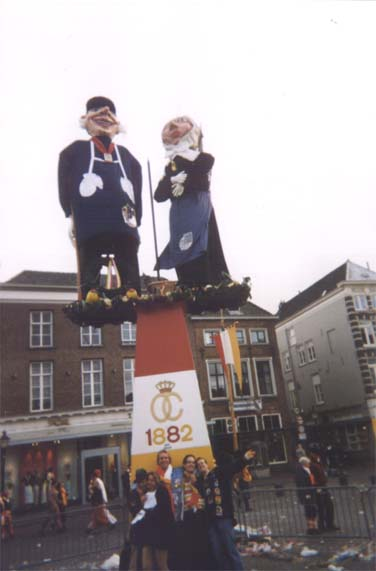
Knillis en Hendrien

Hendrien is een carnavalsfiguur van Oeteldonk.
Juffrouw Hendrien is de huishoudster van Peer vaan den Muggenheuvel tot den Bobberd, de Burgevaojer van Oeteldonk. Hendrien verschijnt alleen met schrikkeljaar in Oeteldonk, als het jaar een extra dag heeft. Alle andere dagen moet ze sokken stoppen, aardappels schillen en de kippen voeren. In het schrikkeljaar mag ze met Peer vaan den Muggenheuvel tot den Bobberd mee carnaval vieren.
Hendrien mag dan plaatsnemen in de sjees van de Burgevaojer. D'n Assessor Kees Minkels moet dan zijn plaats afstaan en moet plaatsnemen in de koets van de Geminteraod. Gedurende de dag doet Hendrien een boek open over het huishouden van de Peer. Dit geeft hem dan weer de motivatie om Hendrien de volgende drie jaren thuis te laten.
Hendrien is in 1927 in het Oeteldonkse carnaval geïntroduceerd.